# Il bacino di San Marco a Venezia
Il bacino di San Marco a Venezia è un dipinto di Aldo Carpi. Eseguito nel 1937, appartiene alle collezioni d'arte della Fondazione Cariplo.

## Descrizione
Si tratta di una veduta di Venezia, città amata e spesso raffigurata da Carpi; pure il soggetto marino è tipico della produzione dell'artista. Come in altri dipinti veneziani, la città è qui raffigurata in secondo piano, mentre i protagonisti della composizione sono gli ampi spazi della laguna solcati dalle barche. La tavolozza, influenzata della lezione chiarista, è dominata dagli azzurri e dai grigi.

## Storia
Il dipinto venne esposto alla Biennale di Venezia del 1938. Acquistato dall'Istituto Bancario Italiano, confluì nel 1991 nel patrimonio della Fondazione Cariplo. Venne esposto alla mostra Tesori d'arte delle banche lombarde, allestita nel 1995.